# Carimir
Carimir (bułg. Царимир) – wieś w Bułgarii, w obwodzie Płowdiw, w gminie Syedinenie. Według danych szacunkowych Ujednoliconego Systemu Ewidencji Ludności oraz Usług Administracyjnych dla Ludności, 15 czerwca 2020 roku miejscowość liczyła 982 mieszkańców.

## Osoby związane z miejscowością

### Urodzeni
- Asen Złatew (1960) – bułgarski sztangista